# Bayerisches Staatsministerium des Innern, für Sport und Integration

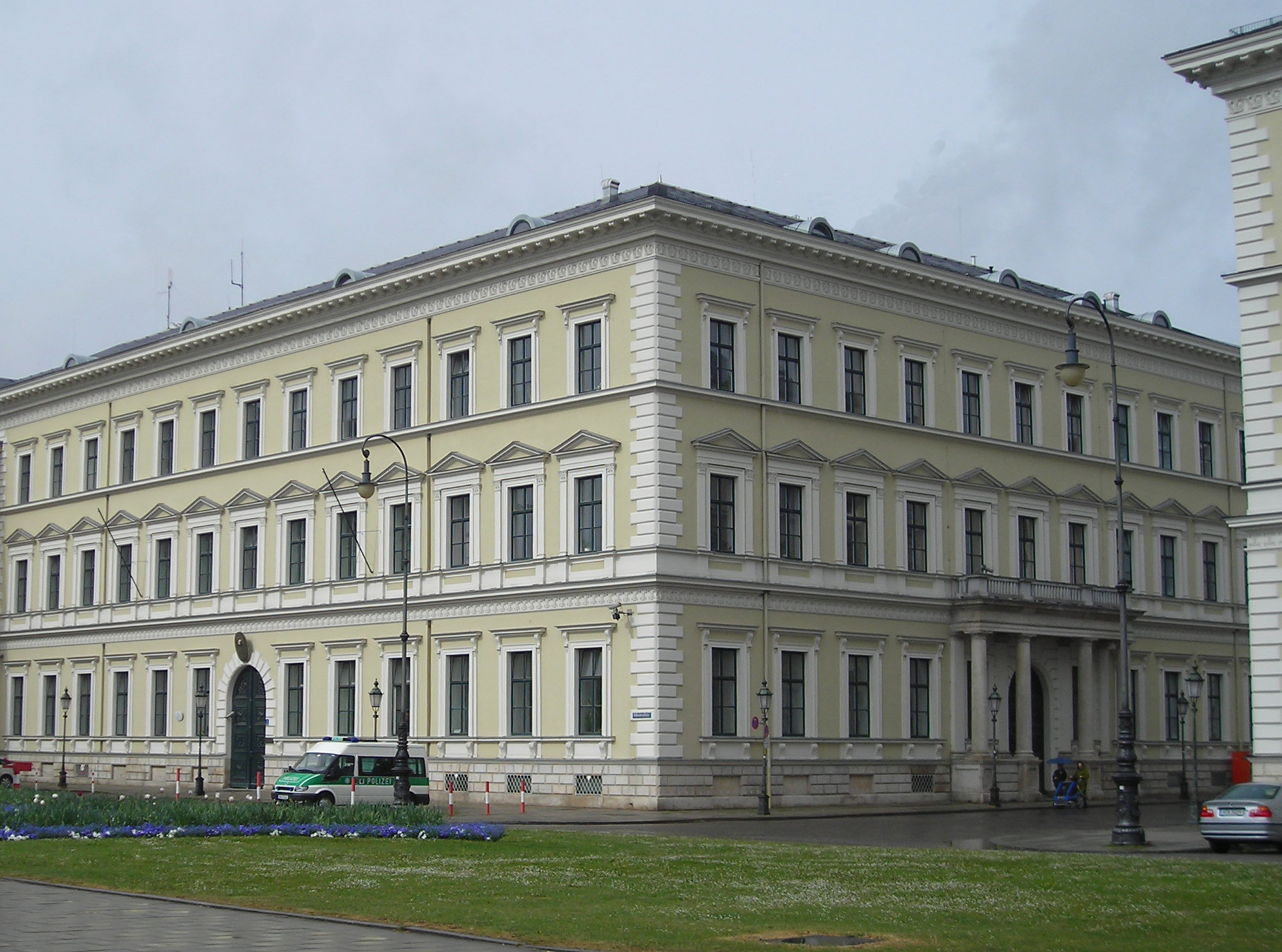
Dienstgebäude am Odeonsplatz

Das Bayerische Staatsministerium des Innern, für Sport und Integration ist eine Oberste Landesbehörde des Freistaates Bayern. Die offizielle Abkürzung lautet StMI. Das Ministerium hat seinen Sitz in der Landeshauptstadt München.

## Leitung
Staatsminister ist seit 2007 Joachim Herrmann (CSU); Staatssekretär ist seit 2022 Sandro Kirchner (CSU). Der Staatsminister wird in der Leitung des Staatsministeriums durch den Amtschef und Ministerialdirektor Erwin Lohner und Ministerialdirektorin Brigitta Brunner unterstützt.

## Geschichte
Das Ministerium wurde am 29. Oktober 1806 für das kurz zuvor begründete Königreich Bayern als Departement des Innern eingerichtet. Erster Staatsminister des Innern war bis 1817 Graf Maximilian von Montgelas. Zum 1. Januar 1904 wurde das Verkehrsministerium ausgegründet. Es trug die Bezeichnung Königliches Staatsministerium für Verkehrsangelegenheiten und war für Eisenbahn, Post, Telegrafenwesen, Dampfschifffahrtsbetrieb, die Leitung der Staatsanstalten für den Verkehr, also insbesondere die Königlich Bayerischen Staatseisenbahnen, die Königlich Bayerische Post und deren Telegraphen zuständig.
Das Dienstgebäude des Ministeriums ist das ehemalige Odeon, ein klassizistischer Bau des Münchner Architekten Leo von Klenze aus dem Jahr 1828 am Odeonsplatz 3 in der Maxvorstadt, das bis zur Zerstörung im Zweiten Weltkrieg als Konzerthaus diente. Der Nachkriegsbau entstand nach einem Entwurf von Josef Wiedemann.
Das Ministerium hieß bis Oktober 2013 Bayerisches Staatsministerium des Innern (BStMI), danach bis März 2018 Bayerisches Staatsministerium des Innern, für Bau und Verkehr und bis November 2018 Bayerisches Staatsministerium des Innern und für Integration.

## Zuständigkeiten
Das Ministerium ist vor allem für die innere Sicherheit, das Wahlrecht und die Kommunalverwaltung im Freistaat zuständig. Es fasst seine Tätigkeiten in drei Themenkreisen zusammen: Bürger und Staat mit den Bereichen Wahlen, Kommunen, Ausländerrecht und E-Government; Sicherheit mit den Bereichen Innere Sicherheit, Polizei, Verkehrssicherheit, Verfassungsschutz, Feuerwehr, Rettungswesen, Katastrophen- und Zivilschutz.
Die Themenkreise Bauen und Verkehr, für den die bisherige Oberste Baubehörde im Bayerischen Staatsministerium des Innern, für Bau und Verkehr zuständig war, wurden 2018 vollständig auf das eigenständige Staatsministerium für Wohnen, Bau und Verkehr übertragen.

## Organisation und Aufgaben
Das Ministerium ist in elf Abteilungen gegliedert:

### Abteilung A: Verfassung und Staatsverwaltung
Die Abteilung A befasst sich mit Verfassungs- und Verwaltungsrecht sowie Wahlrecht. Sie ist für die Durchführung von Wahlen und Abstimmungen, das Staatsangehörigkeitsrecht, das Personenstandsrecht und das Meldewesen zuständig. Außerdem umfasst die Abteilung die Vertretung des Ministeriums bei der Bayerischen Staatskanzlei, die Verwaltung der Versorgungskammer und die Aufsicht über das Glücksspiel- und Feiertagsrecht. Ein weiteres Tätigkeitsfeld ist die Zusammenarbeit mit dem Bundesrat und die Betreuung kommunaler Angelegenheiten.

### Abteilung B: Kommunale Angelegenheiten
Die Abteilung B ist für kommunale Angelegenheiten zuständig. Sie befasst sich mit dem kommunalen Verfassungs- und Wahlrecht sowie der Kommunalaufsicht. Die Abteilung betreut außerdem das kommunale Personalwesen, das Sparkassenwesen und die kommunale Zusammenarbeit. Darüber hinaus ist sie für das kommunale Finanzwesen verantwortlich und überwacht die Haushaltsführung, Ausrüstung und Versorgung der Polizei.

### Abteilung C: Landespolizeipräsidium
Die Abteilung C ist für öffentliche Sicherheit und Ordnung verantwortlich. Dazu gehören das Polizeirecht, das Waffenrecht, die allgemeine Gefahrenabwehr sowie die Aufsicht über den Katastrophenschutz und die Feuerwehren. Außerdem regelt die Abteilung den Einsatz der Polizei, die Aus- und Fortbildung von Polizeikräften, und die Informations- und Kommunikationstechnik der Polizei. Sie betreut auch das Straßenverkehrsrecht und sorgt für die Sicherheit im öffentlichen Raum. Seit 1. Januar 2025 ist die Abteilung C als Landespolizeipräsidium strukturiert.

### Abteilung D: Feuerwehr, Rettungsdienst und Katastrophenschutz
Die Abteilung D ist für Feuerwehr, Rettungsdienst und Katastrophenschutz zuständig. Sie betreut die fachlichen Angelegenheiten der Feuerwehren, den vorbeugenden Brandschutz sowie das Rettungswesen und den Katastrophenschutz. Darüber hinaus kümmert sich die Abteilung um die Aufsicht und Organisation des Bayerischen Roten Kreuzes (BRK) und sorgt für die Koordination und Weiterentwicklung des bayerischen Hilfeleistungssystems, einschließlich der Integrierten Leitstellen.

### Abteilung E: Verfassungsschutz; Cybersicherheit
Die Abteilung E ist für den Verfassungsschutz und die Cybersicherheit zuständig. Sie überwacht extremistische Bestrebungen und Aktivitäten, die die freiheitlich-demokratische Grundordnung gefährden. Zudem kümmert sie sich um den Schutz vor Cyberkriminalität und unterstützt Unternehmen sowie Behörden bei der Abwehr von Cyberangriffen. Der Verfassungsschutz fungiert als Frühwarnsystem und arbeitet eng mit nationalen und internationalen Sicherheitsbehörden zusammen, um Bedrohungen rechtzeitig zu erkennen und abzuwehren.

### Abteilung F: Ausländer- und Asylrecht
Die Abteilung F befasst sich mit Ausländer- und Asylrecht. Zu ihren Aufgaben gehören das Aufenthaltsrecht, die Beschäftigungserlaubnis für Ausländer, Abschiebungen, Rückkehrhilfen und Maßnahmen gegen extremistische und sicherheitsgefährdende Ausländer. Zudem ist sie für die Integration und Unterbringung von Asylbewerbern verantwortlich und koordiniert verschiedene Programme, die eine reibungslose Integration und sichere Unterbringung gewährleisten.

### Abteilung G: Integration und Unterbringung von Asylbewerbern
Die Abteilung G ist für die Integration und Unterbringung von Asylbewerbern zuständig. Sie kümmert sich um die Verteilung und Betreuung von Asylbewerbern, die Folgeunterbringung sowie die Wohnsitzzuweisung. Zudem entwickelt die Abteilung Konzepte zur Verbesserung der Unterbringung, sorgt für die Sicherheit in den Unterkünften und arbeitet eng mit Verbänden, Bund und Ländern zusammen, um eine reibungslose Integration zu fördern.

### Abteilung H: Sport
Die Abteilung H ist für Grundsatzfragen des Sports zuständig. Sie fördert sowohl den Breiten- als auch den Nachwuchsleistungssport und unterstützt Sportvereine und -verbände sowie den Bau von Sportstätten. Zudem kümmert sich die Abteilung um Sportehrungen und die Integration durch Sport. Sie ist auch die Geschäftsstelle der Sportministerkonferenz und setzt sich für die Förderung des Ehrenamts im Sport ein.

### Abteilung I: Digitalisierung und Datenschutz
Die Abteilung I ist für Digitalisierung und Datenschutz zuständig. Sie koordiniert die digitale Transformation der Verwaltung, um Verwaltungsvorgänge effizienter zu gestalten. Zudem gewährleistet sie die IT-Sicherheit im öffentlichen Sektor und kümmert sich um die Einhaltung des Datenschutzes. Ein Schwerpunkt liegt auf dem polizeilichen Datenschutz, wobei sie Grundsatzfragen in diesem Bereich klärt und die Polizei in Datenschutzangelegenheiten berät.

### Abteilung Z: Zentrale Angelegenheiten
Die Abteilung Z ist für zentrale Angelegenheiten verantwortlich. Zu ihren Aufgaben gehören die Personalverwaltung, die Gebäudeverwaltung, Haushaltsangelegenheiten und die Organisation der inneren Dienste. Die Abteilung koordiniert die administrative und organisatorische Unterstützung für alle anderen Abteilungen des Ministeriums und stellt sicher, dass die internen Abläufe effizient funktionieren. Sie betreut zudem die Haushaltsführung und übernimmt die Personalverwaltung für alle Ebenen der Ministeriumsmitarbeiter.

## Nachgeordnete Behörden
Als Behörden der Mittelstufe sind dem Ministerium die sieben Regierungen der Regierungsbezirke (Oberbayern, Niederbayern, Oberpfalz, Oberfranken, Mittelfranken, Unterfranken und Schwaben) nachgeordnet sowie das Präsidium der Bayerischen Bereitschaftspolizei und die zehn Präsidien der Bayerischen Landespolizei.
Nachgeordnete Behörden der Unterstufe sind die 96 Kreisverwaltungsbehörden in den 71 Landratsämtern und 25 kreisfreien Städten, ein Fortbildungsinstitut der Bayerischen Polizei, eine Polizeihubschrauberstaffel, sieben Bereitschaftspolizeiabteilungen sowie zahlreiche Polizeidienststellen.
Dem Ministerium sind außerdem folgende Landes- und Zentralbehörden nachgeordnet:
- Bayerisches Landesamt für Verfassungsschutz (LfV)
- Bayerisches Landesamt für Statistik
- Bayerisches Landesamt für Asyl und Rückführungen
- Bayerisches Landeskriminalamt
- Bayerisches Polizeiverwaltungsamt
- Bayerische Versorgungskammer
- Landesanwaltschaft Bayern
- drei staatliche Feuerwehrschulen

Hinsichtlich der Gerichtsverwaltung sind außerdem noch die sechs Verwaltungsgerichte sowie der Bayerische Verwaltungsgerichtshof dem Staatsministerium nachgeordnet. Zudem ist als unabhängige Behörde das Bayerische Landesamt für Datenschutzaufsicht Teil des Geschäftsbereichs.
Zudem übt das Innenministerium über eine Reihe von Körperschaften und Behörden die Aufsicht aus. Diese sind organisatorisch selbstständig.
- Fachbereich Allgemeine Innere Verwaltung der Hochschule für den öffentlichen Dienst in Bayern
- Fachbereich Polizei der Hochschule für den öffentlichen Dienst in Bayern
- Bayerische Verwaltungsschule
- Anstalt für Kommunale Datenverarbeitung in Bayern
- Bayerisches Rotes Kreuz
- Bayerischer Versorgungsverband
- Zusatzversorgungskasse der bayerischen Gemeinden
- Bayerische Ärzteversorgung
- Bayerische Apothekerversorgung
- Bayerische Architektenversorgung
- Bayerische Ingenieurversorgung-Bau mit Psychotherapeutenversorgung
- Bayerische Rechtsanwalts- und Steuerberaterversorgung
- Versorgungsanstalt der Kaminkehrergesellen mit Pensionskasse des Schornsteinfegerhandwerks
- Versorgungswerk des Bayerischen Landtags
- Bayerische Selbstverwaltungskolleg
- Bayerischer Kommunaler Prüfungsverband

## Sonstiges
Die Arbeitsgemeinschaft BIRGiT (Beschleunigte Identifizierung und Rückführung von sogenannten Gefährdern aus dem Bereich des islamistischen Terrorismus/Extremismus) besteht seit Oktober 2004 ist ein Zusammenschluss mehrerer bayerischer Sicherheitsbehörden. Ziel ist die Identifizierung islamistischer Gefährder und deren Ausweisung.